# South Park Township
Pour les articles homonymes, voir South Park (homonymie).
South Park Township est un township, situé dans le comté d'Allegheny, en Pennsylvanie, aux États-Unis,. En 2010, il comptait une population de 13 416 habitants.

## Démographie
Lors du recensement de 2010, le township comptait une population de 13 416 habitants. Elle est estimée, en 2016, à 13 379 habitants.

### Source de la traduction
- (en) Cet article est partiellement ou en totalité issu de l’article de Wikipédia en anglais intitulé « South Park Township, Allegheny County, Pennsylvania » (voir la liste des auteurs).